# Донектарский период

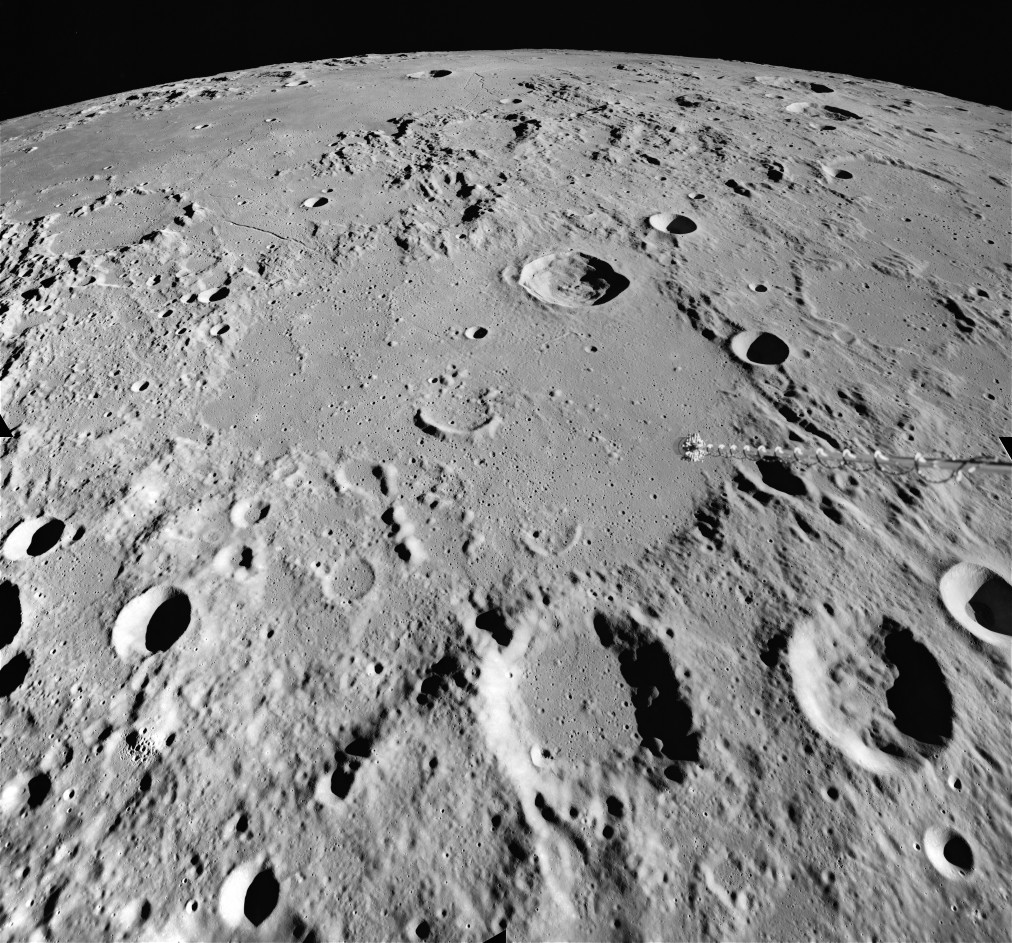
Кратер Гиппарх

Донектарский (гиппарховский) период — первый период геологической истории Луны. Продолжался от образования Луны до появления бассейна Моря Нектара. Хотя для отдельных лунных образцов при определении абсолютного возраста были получены значения свыше 4,4 млрд лет, группировки образцов с близкими возрастами (отражающие какие-то определённые события) появляются примерно с 4,2 млрд лет. Очевидно, до этого момента радиоактивные часы в породах слишком часто «перезаводились» ударными и эндогенными воздействиями.
Структуры этого периода сильно разрушены, искажены и перекрыты, и самые древние из них разрушены настолько, что едва различаются. Среди них и один из самых древних ещё различимых кратеров — Гиппарх, поэтому этот период также называют гиппарховским.
Существует неформальное разделение этого периода на криптийскую эру (4,533—4,172 млрд лет назад) и 9 групп бассейнов (4,172—3,92 млрд лет назад), но оно не используется в геологии из-за крайне приблизительного их датирования.